# Under Cöver
Albums de Motörhead
Clean Your Clock
(2016)
Under Cöver est un album de Motörhead compilant des reprises enregistrées entre 1992 et 2015, sorti le 1er septembre 2017, soit près de 2 ans après la mort de son fondateur historique, Lemmy Kilmister,,.

## Liste des titres
1. Breaking the Law - Judas Priest – 2:33
2. God Save the Queen - Sex Pistols – 3:19
3. Heroes - David Bowie – 4:36
4. Starstruck - Rainbow – 4:06
5. Cat Scratch Fever - Ted Nugent – 3:54
6. Jumpin' Jack Flash - The Rolling Stones – 3:19
7. Sympathy for the Devil - The Rolling Stones – 5:35
8. Hellraiser - Ozzy Osbourne – 4:32
9. Rockaway Beach - The Ramones – 2:16
10. Shoot'Em Down - Twisted Sister – 3:53
11. Whiplash - Metallica – 3:49

## Composition du groupe
- Lemmy Kilmister - chant, guitare basse
- Phil Campbell - guitare, chœurs
- Würzel - guitare électrique, chœurs sur Cat Scratch Fever et Hellraiser
- Mikkey Dee - batterie